# Análise do discurso
Análise do discurso é um campo da linguística e da comunicação especializado em analisar o uso das línguas naturais, particularmente a maneira como ocorrem as construções ideológicas em um texto. É frequentemente utilizada para analisar textos da mídia e as ideologias que os produzem. Em algumas de suas vertentes, a análise do discurso é proposta a partir da filosofia materialista, que põe em questão a prática das ciências humanas e a divisão do trabalho intelectual.
Também a Teoria Crítica de Jürgen Habermas, filósofo da Escola de Frankfurt, tem interesse por teorizar e praticar uma Análise Crítica do Discurso sob influências diversas, a exemplo da Hermenêutica, da Psicanálise, do Giro Linguístico e da Semiótica. Habermas denominou o seu método de Reconstrução Crítica. (Fontes: Dentre outros, consulte o livro "Reconstrução e Emancipação: Método e Política em Jürgen Habermas", do especialista habermasiano brasileiro Luiz Repa, 2021).
Dois conceitos essenciais em análise do discurso são discurso e texto. O primeiro é a prática social de produção de textos, enquanto o segundo é o produto da atividade discursiva, o objeto empírico, a construção sobre a qual se debruça o analista para buscar, em sua superfície, as marcas que guiam a investigação científica. Para a análise do discurso, todo discurso é uma construção social, que reflete uma visão de mundo vinculada à de seus autores e à sociedade em que vivem e que só pode ser analisado considerando seu contexto histórico-social e suas condições de produção.

## Conceitos
- Contexto: situação histórico-social de um texto, envolvendo não somente as instituições humanas, como também outros textos que sejam produzidos em volta e com ele se relacionem. Pode-se dizer que "o contexto é a moldura de um texto". O contexto envolve elementos tanto da realidade do autor quanto do receptor — e a análise destes elementos ajuda a determinar o sentido. A interpretação de um texto deve, de imediato, saber que há um autor, um sujeito com determinada identidade social e histórica e, a partir disto, situar o discurso como compartilhando desta identidade. Salientando que o texto só receberá esta nomenclatura (texto) se o receptor da mensagem conseguir decifrá-la.
- Ordem de discursos: conjunto ou série de tipos de discursos, definido socialmente (Michel Foucault) ou temporalmente (Norman Fairclough), a partir de uma origem comum. São os discursos produzidos num mesmo contexto de uma instituição ou comunidade, para circulação interna ou externa e que interagem não apenas entre eles, mas também com textos de outras ordens discursivas (intertextualidade). Sua importância para a análise do discurso está em contextualizar os discursos como elementos relacionados em redes sociais e determinados socialmente por regras e rituais, bem como modificáveis na medida em que lidam permanentemente com outros textos que chegam ao emissor e o influenciam na produção de seus próprios discursos.
- Universo de concorrências: espaço de interação discursiva no qual discursos de diferentes emissores se dirigem ao mesmo público receptor: por exemplo, diferentes marcas de cerveja apelando ao mesmo segmento de mercado (homens entre 20-45 anos, classes A/B, solteiros). A concorrência ocorre quando cada um destes discursos tenta "ganhar" o receptor, "anulando" os demais ou desarticulando seus argumentos ou credibilidade em seu próprio favor. O modo de interpelar o receptor definirá as características do seu discurso (posicionamento competitivo) e determinará seu êxito ou insucesso. Também chamado de "mercado simbólico".
- Dificuldades da contextualização: a contextualização de um discurso é dificultada por, fundamentalmente, três itens: (1) pela relação de causalidade entre características de um texto e a sociedade não é entre dois elementos distintos A→ B, um causa e outro conseqüência, mas é dialética, ou seja, a continência de um pelo outro é uma relação contraditória; (2) pelo mesmo raciocínio, os discursos (esfera da superestrutura) não sofrem apenas os determinantes econômicos (esfera da infraestrutura), mas também culturais, sexuais, etários etc.; e (3) pelo não imediatismo da passagem da análise semiológica para a interpretação semântica, ou seja: não basta demarcar e classificar as palavras para imediatamente interpretar seus significados. É preciso considerar o máximo possível de variáveis presentes no contexto.
- Teoria do Discurso estético: parte do princípio de que, se a imagem também é um texto, e há discurso das imagens, não apenas semântico, deve haver discurso estético, sintático, perceptível não logicamente, mas esteticamente. Todas as formas existentes são passíveis de percepção estética e, logo, de apreciação e informação. Por isso, o que falamos pode ser chamado de um "discurso estético" ou discurso das imagens, que se dá pela percepção estética, não lógica, de determinados valores ideológicos inculcados e identificáveis por meio de suas "marcas de enunciação" e "interpelação". Os valores estéticos impregnados num trabalho e o ambiente ideológico estão intrinsecamente ligados, produzindo discursos muito mais do que verbais. Assim, é possível encontrar discursos estéticos nas instituições ("aparelhos ideológicos do Estado", segundo Louis Althusser, ou "aparelhos de hegemonia", segundo Antonio Gramsci), dentro do que se considera "cultura", e pode-se considerar a atividade de comunicação visual como produtora de estética.
- Ethos: noção que remonta aos retóricos antigos como Aristóteles, que a entendiam como "o caráter que o orador deve aparentar em seu discurso para se mostrar crível". Não o que ele é, mas o que ele aparenta ser: honesto, simpático, solidário etc. Oswald Ducrot assimila a noção à sua teoria polifônica da enunciação; Dominique Maingueneau introduz o ethos nas preocupações da Análise do Discurso; Ruth Amossy mostra a amplitude da noção, que considera estar presente em estudos das diferentes ciências humanas, seja na Sociologia da linguagem de Pierre Bourdieu, ou na Linguística de Émile Benveniste, ou na Nova Retórica de Chaïme Perelman; e Patrick Charaudeau desenvolve a noção junto ao que ele denomina estratégias de discurso, um conceito central de sua Teoria Semiolinguística do Discurso. Nessa teoria, o conceito de ethos está ligado ao de credibilidade, já que não basta poder tomar a palavra, é necessário ser levado a sério.
- Pathos: conceito que, assim como o ethos, faz parte da tradição retórica da antiguidade clássica, e é definido como as emoções (paixões) que o orador provoca em seu auditório para deixá-lo mais apto a receber seus argumentos. Em sua Retórica, Aristóteles descreve algumas emoções e mostra em quais circunstâncias são sentidas. A análise do discurso, seguindo a teoria de Patrick Charaudeau, procura falar em patemização, uma vez que esse termo evita que se caia em problemas terminológicos como: Emoção? Afeto? Sentimento? Sensação?

## Histórico

### Antecedentes
Numa França ainda conturbada pelo movimento de Maio de 1968 e sob a influência do estruturalismo (cf. DOSSE, 2007), a AD francesa foi fomentada tanto por motivações políticas quanto linguísticas, as quais levaram à ruptura política e epistemológica vivenciada à época. As ciências humanas, especificamente a Linguística, estavam sujeitas ao estruturalismo. No campo social, aumentavam as desigualdades e discriminações sociais na Europa ocidental. Nas palavras de Jean Jacques Courtine, maio de 1968 "marca a emergência repentina de novos valores: um desejo de liberdade individual, de expressão pessoal que refuta as hierarquias, as tutelas e as tradições".
É nesse contexto teórico-político de crítica à ideologia operária que, devido a condução burocrata do Estado por parte da URSS, se dissipa o sonho da Internacional Comunista. Instaura-se a crise da esquerda e impulsiona-se o questionamento que sustenta a produção da análise de discurso liderada por Pêcheux.

### Michel Pêcheux e o surgimento da disciplina
A Análise de Discurso Francesa, também chamada de AD, é uma disciplina que abarca conhecimentos da Linguística, do Marxismo e da Psicanálise, as quais sofrem questionamentos e intervenções da AD. Os pressupostos teóricos da AD despontaram com Michel Pêcheux no final da década de 60 na França e eram distintos dos pressupostos da discourse analysis já existente na Grã-Bretanha e nos Estados Unidos
O nascimento da AD francesa está atrelado a uma proposta de intervenção política que "aparece como portadora de uma crítica ideológica apoiada em uma arma científica", cujo objetivo é o de combater o formalismo linguístico, a automatização presente na relação com a linguagem. Para desconstruir a ilusão de que haveria neutralidade na gramática e a de que os sujeitos são as fontes de seus dizeres e sentidos, Pêcheux ancora seu trabalho na noção de sujeito, que foi deliberadamente excluída durante o percurso estruturalista como forma de marcar posição contrária aos postulados advindos de ciências como a fenomenologia, a hermenêutica e o psicologismo no campo dos estudos da linguagem.
De 1966 a 1983, Pêcheux publica suas teses acerca da Análise de Discurso. Para tanto, empreende uma "aventura teórica" (termo de Althusser citado por Pêcheux num artigo de 1966) para dar conta do conceito de discurso. Durante seu percurso intelectual, dialoga com vários pensadores como, por exemplo, Louis Althusser, Paul Henry, Michel Plon, Jacques Lacan e Michel Foucault, que estavam em pleno ativismo político na época.

### Análise Automática do Discurso
A Análise de Discurso que se estabelece na França tem como marco a publicação de Análise Automática do Discurso em 1969 por Pêcheux. Conforme aponta Denise Maldidier, esse livro é o "primeiro momento de um itinerário" no qual questões fundamentais sobre os textos, a leitura e o sentido são abordadas por Pêcheux. Na introdução do livro, Pêcheux contesta que as disciplinas que se afastam de uma relação com a política possam ser chamadas de ciências.
Ao tratar do texto como material de análise, Pêcheux afirma que a construção da Linguística enquanto ciência se deu por conta do que foi chamado de "esquecimento voluntário": o sujeito e a situação relacionados ao texto foram deixados de lado. Desse modo, para passar da função para o funcionamento do objeto simbólico, Pêcheux prevê elementos que dariam conta de uma teoria do discurso, ainda que essa expressão não apareça com solidez. Pêcheux permite ao leitor de suas reflexões inferir que essa teoria, a qual ainda está por ser desenvolvida, estará relacionada com uma teoria da ideologia e com uma teoria do inconsciente. Essas inferências partem da ideia de que o texto deve ser analisado a partir de uma inclusão daquilo que foi desprezado. Pêcheux postula a construção de uma teoria não subjetiva do sujeito e a existência de uma relação constitutiva entre o texto e a situação, isto é, entre o texto e as condições de produção. Maldidier sintetiza essas questões ao apresentar o que Pêcheux sugere nas últimas páginas de Análise Automática: "uma teoria do discurso é postulada, enquanto teoria geral da produção dos efeitos de sentido, que não será nem o substituto de uma teoria da ideologia nem o de uma teoria do inconsciente, mas poderá intervir no campo dessas teorias".
Embora evoque as reflexões de Marx e Freud, Pêcheux dialoga diretamente com Saussure em Análise Automática, já que o considera o ponto de origem da ciência linguística. Pêcheux não propõe a superação da dicotomia entre língua e fala. Ele interroga se haveria uma possibilidade, na Linguística, de um estudo que articulasse língua e fala. Nessa direção, o modelo que arrancaria a leitura da subjetividade está associado à compreensão do discurso como um processo constituído por um tecido histórico-social. Essa relação entre o discurso e as condições de produção ratifica a relação com a exterioridade que buscava articular língua, ideologia e discurso e que, por sua vez, não deve ser confundida com a perspectiva também presente nesse período de pesquisadores próximos à Sociolinguística que visavam descrever a diferenciação linguística presente em distintos grupos sociais (cf. Labov, 2008, [1972]).
A leitura de Análise Automática apresenta mais perguntas do que respostas, sugerindo que elas serão buscadas em terrenos distintos dos quais, até então, caminhavam os estudos da linguagem, como o logicismo (ou formalismo, como os trabalhos de Noam Chomsky) e sociologismo. Isso quer dizer que a construção de novas bases para o estudo do discurso era urgente. As questões pouco desenvolvidas nesta obra foram retomadas, preservadas ou ressignificadas, nas publicações que se seguiram. Vale citar o artigo "Há uma via para a Linguística fora do logicismo e do sociologismo?" que Pêcheux, com a colaboração de Françoise Gadet, publica em 1977.

### A revistaLangages
O lançamento da revista Langages, organizada por Jean Dubois, também é de suma importância na consolidação da escola francesa de Análise de Discurso. Pêcheux publica dois artigos nessa revista: "A semântica e o corte saussuriano: língua, linguagem e discurso", publicado no nº 24 de 1971 — escrito em colaboração com Claudine Haroche e Paul Henry — e "Atualizações e perspectivas a propósito da análise automática do discurso", publicado no nº 37 em março de 1975 — escrito em colaboração a linguista Catherine Fuchs. O primeiro artigo apresenta de modo mais cuidadoso e preciso as novas bases sobre as quais estão assentadas as discussões sobre a relação entre língua e discurso, asseverando a existência de um nível discursivo, enquanto o segundo trata das relações entre análise de discurso e teorias do discurso.

### A semântica e o corte saussuriano
A partir de uma análise crítica da Semântica em Saussure, os autores, desenvolvendo uma ideia presente em Análise Automática, expõem que, diferentemente dos níveis fonológico, morfológico e sintático, o sentido, objeto da semântica, extrapola o campo da Linguística: "o laço que liga as 'significações' de um texto às condições sócio-históricas desse texto não é de forma alguma secundária, mas constitutivo das próprias significações". É a partir do funcionamento desses diferentes níveis que se precisará refletir sobre os processos discursivos.
Outro ponto central do artigo são as contribuições do materialismo histórico e da teoria das ideologias. Determinados em lutar contra o empirismo e o formalismo, os autores, com base no materialismo histórico, postulam conceitos atrelados ao discurso, os quais são postos em relação com a ideologia. Neste artigo, são definidos conceitos indispensáveis à AD, como "formação ideológica" e "formação discursiva" (expressão inicialmente usada por Foucault em Arqueologia do Saber (1969)): "as formações ideológicas [...] comportam necessariamente como um de seus componentes uma ou mais formações discursivas inter-relacionadas que determinam o que pode e deve ser dito (articulado sob a forma de uma arenga, de um sermão, de um panfleto, de uma exposição, de um programa, etc.) a partir de uma posição dada em uma conjuntura".
Os autores esclarecem ainda que não se trata de verificar apenas quais palavras foram empregadas, mas principalmente de analisar as condições nas quais essas palavras foram produzidas: o sentido é, pois, determinado sócio-historicamente.
Embora não cite, todo o trabalho de Pêcheux passa a ser marcado pelas contribuições presentes no artigo "Ideologia e aparelhos ideológicos do Estado (notas a uma pesquisa)", de Louis Althusser, publicado na revista La Pensée em junho de 1970. Numa perspectiva althusseriana, "o discurso é implicitamente assimilado a uma prática específica, requerida pela relação de forças sociais e sempre realizado através de um aparelho". Os sentidos são determinados pela história e pela ideologia no funcionamento da língua, os quais não estão completos ou são dados a priori: a incompletude é a condição da linguagem. O sujeito está, portanto, sujeito a esquecimentos e a falhas.
Os domínios semânticos estão inseridos na tensão entre processos parafrásticos (o mesmo) e polissêmicos (o diferente). Dadas as condições de produção, os sentidos são sempre constituídos no momento da enunciação, envolvendo os sujeitos, a situação e também a memória sobre aquilo que já foi dito. Assim, os sujeitos sempre podem ser outros, pois variam mediante as relações estabelecidas entre o sujeito, a língua e a história.

### Atualizações e perspectivas a propósito da análise automática do discurso
A principal questão deste artigo é a organização de um quadro epistemológico de referência para a AD que envolve o materialismo histórico (enfatizando a questão da ideologia), a Linguística e a teoria do discurso. Essas três referências estavam interligadas à psicanálise sob o rótulo de "teoria da subjetividade". O centro da proposta de Pêcheux e Fuchs é a questão da leitura na relação que se estabelece com o sujeito.
Com base na fórmula althusseriana de que "a ideologia interpela os indivíduos em sujeito", Pêcheux inaugura uma reflexão sobre a relação entre ideologia e inconsciente. É neste artigo que emergem as duas formas de esquecimento presentes no discurso. O esquecimento número 1 é resultado do modo como somos afetados pelo inconsciente. É dele que decorre a ilusão de que somos a fonte do sentido quando, na verdade, retomamos sentidos preexistentes. Já o esquecimento número 2 situa-se na fronteira entre o dito e o não dito, haja vista que o dizer pode ser outro. Neste artigo, então, Pêcheux apresenta o primeiro esboço da relação entre enunciação e imaginário que será desenvolvido no livro Semântica e Discurso publicado em Maio de 1975. Cumpre dizer que, apesar da proximidade temporal das publicações do nº 37 (março de 1975) e desse livro (maio de 1975), o artigo foi escrito bem antes. Essa distância é percebida pelo amadurecimento das reflexões de Pêcheux na leitura de ambos os textos.

### Semântica e Discurso
Segundo Maldidier, Semântica e Discurso é "uma obra forte de um filósofo inquieto com a linguística "em que "o discurso é a figura central", pois "liga todos os fios: da linguística e da história, do sujeito e da ideologia, da ciência e da política".
A análise da oposição entre relativa explicativa e relativa determinativa revela os efeitos de sentido no nível discursivo. Segundo Pêcheux (1988:44), "a relação determinativa, pelo jogo de relação entre compreensão e extensão, diz respeito exclusivamente à ordem do ser, o mundo das essências, fora de toda adjunção do pensamento: estamos no nível em que o ser se designa a si mesmo. A relação explicativa, ao contrário, intervém como uma incidência do pensamento sobre a ordem das essências".
Pêcheux (1988:99) utiliza o termo "pré-construído", proposto por Paul Henry, "para designar o que remete a uma construção anterior, exterior, mas sempre independente, em oposição ao que é 'construído' pelo enunciado. Trata-se do efeito discursivo ligado ao encaixe sintático". Ainda segundo ele, "[...] o fenômeno sintático da relativa determinativa é, ao contrário, a condição formal de um efeito de sentido cuja causa material se assenta, de fato, na relação dissimétrica por discrepância entre dois "domínios de pensamento", de modo que um elemento de um domínio irrompe num elemento do outro sob a forma do que chamamos "pré-construído", isto é, como se esse elemento já se encontrasse aí." O "pré-construído" e a "articulação dos enunciados" são funcionamentos determinantes na compreensão do processo discurso: o primeiro termo remete à realidade e ao seu sentido; o segundo diz respeito ao sujeito e sua relação com o sentido.
A partir desse trabalho, Pêcheux apresenta os conceitos de interdiscurso e intradiscurso: o primeiro, "enquanto pré-construído fornece a matéria prima na qual o sujeito se constitui como 'sujeito falante'", ou seja, abarcaria todos os dizeres (PÊCHEUX 1988:167); o segundo é o "fio do discurso", "efeito do interdiscurso sobre si mesmo", uma "interioridade" determinada "do exterior", ou seja, é aquilo que é dito num determinado momento em condições dadas. A partir do "primado do interdiscurso sobre o intradiscurso", observamos a relação entre o já dito e o que se está dizendo dito.
No livro, Pêcheux responde aos seus questionamentos decorrentes da tese sobre a interpelação ideológica proposta por Althusser: para responder a questões como "o que significa lutar?" e "o que significa produzir (e 'reproduzir') conhecimentos científicos?", Pêcheux adota como ponto de partida a expressão althusseriana "forma-sujeito", que designa um sujeito do saber de uma determinada formação discursiva. Sujeito e sentido não se separam. Dizer alguma coisa é, portanto, filiar-se a uma formação discursiva a qual, por sua vez, está inscrita numa determinada formação ideológica. Na perspectiva discursiva, desse modo, a língua não é transparente, mas sim opaca. Essa opacidade permite ter acesso a diferentes possibilidades de leitura que coexistem em um mesmo campo de significância.
Após a efervescência que culminou nas orientações teórico-metodológicas de Semântica e Discurso, seguiu-se um período de busca por novas questões e de questionamento sobre o que é ser marxista em Linguística. Pêcheux tentou adquirir novo fôlego ao trabalhar com novos parceiros como Jacqueline Authier na questão da heterogeneidade e, até 1983, ano de seu falecimento, trabalhou com o objetivo de demonstrar que a língua está sempre em movimento, assim como a ideologia, a história e o próprio sujeito.
Nas palavras de Maldidier, "o percurso de Michel Pêcheux deslocou alguma coisa. De uma ponta à outra, o que ele teorizou sob o nome de 'discurso' é o apelo de algumas ideias tão simples quanto insuportáveis: o sujeito não é a fonte do sentido; o sentido se forma na história através do trabalho da memória, incessante retomada do já-dito; o sentido pode ser cercado, ele escapa sempre".

### Análisesdo discurso
Em março de 1995, a revista Langages, número 117, trouxe o título de "Les Analyses du Discours en France" ("As Análises do Discurso na França"). Essa edição era dirigida por Dominique Maingueneau, e contava com a colaboração de Patrick Charaudeau, Simone Bonnafous, Pierre Achard, Jacques Guilhaumou, Sonia Branca-Rosoff entre outros. Fez-se um balanço crítico da Análise do Discurso na França, e constatou-se que não se poderia resumi-la em Escola Francesa: o que havia eram tendências francesas. Viam-se duas necessidades: a primeira, de romper com a primazia do estudo do discurso político, entendendo que ele é apenas mais um dentre tantos, e nem sequer faz parte dos discursos fundadores, que Maingueneau e Cossuta chamam Discursos Constituintes (religioso, filosófico, jurídico, científico e literario); a segunda, como já se foi visto, que existem diferentes Análises do Discurso.
Uma das perspectivas de análise, dentro da AD francesa, é a de cunho materialista, que se desdobra a partir do materialismo-histórico, geralmente, de base pêcheutiana. No Brasil, os trabalhos de Eni Orlandi, Suzy Lagazzi, Lauro Baldini, Mónica Graciela Zoppi Fontana, Evandra Grigoletto e Cristiane Diasdos se encaixam nesta perspectiva. Outra perspectiva é da tradição dos estudos discursivos de base enunciativa, a partir de trabalhos como os do teórico francês Dominique Maingueneau, que mantém uma estreita relação com a perspectiva desenvolvida por Michel Foucault. No Brasil, os trabalhos de Maria do Rosário Gregolin, Sírio Possenti, Roberto Leiser Baronas, Ana Raquel Motta de Souza, Nelson Costa, Wander Emediato e Fernanda Mussalim seguem essa linha. Na França, há os trabalhos de Jacqueline Authier-Revuz e Alice Krieg-Planque.

### Escola Brasileira
A Análise do Discurso no Brasil ou Escola Brasileira de Análise de Discurso amadureceu e se consolidou no campo dos estudos da linguagem realizados pelas ciências humanas. No Brasil, essa linha de pesquisa recebeu influência tanto dos estudos clássicos da análise do discurso europeia como da americana. Os estudos realizados na França por Michel Pêcheux ganharam desdobramentos e diferenciações que contribuíram para a manutenção e desenvolvimento dessa linha de pesquisa em solo brasileiro.
Eni Orlandi contribuiu para instituir a análise do discurso no Brasil, na década de 70. Em seu trabalho, ela considera não somente a forma abstrata ou empírica, mas o que tem "desenvolvido como forma material, em consonância com as contribuições do Materialismo Histórico, da Psicanálise e da Linguística".

## Leituras adicionais
- AMOSSY, R (org). Imagens de si no discurso. São Paulo: Contexto, 2005.
- AUTHIER-REVUZ, Jacqueline. Entre a transparência e a opacidade: um estudo enunciativo do sentido. Tradução de Heloisa Monteiro Rosário. Porto Alegre: EDIPUCRS, 2004.
- CHARAUDEAU, P; MAINGUENEAU, D. Dicionário de Análise do Discurso. São Paulo: Contexto, 2004.
- EMEDIATO, Wander. A construção da opinião na mídia. Belo Horizonte: FALE/UFMG, 2013.
- ESCOBAR, Carlos Henrique. Discurso científico e discurso ideológico. In: Revista Tempo Brasileiro, n. 3, vol. 2, pp. 7–31. Rio de Janeiro: Edições Tempo Brasileiro, 1971.
- ESCOBAR, Carlos Henrique. Discursos, instituições e história. Rio de Janeiro: Rio, 1975.
- FIORIN, José Luiz. Linguagem e ideologia. São Paulo: Ática, 1988.
- FREIRE, Sérgio Augusto. Conhecendo Análise do Discurso: linguagem, sociedade e ideologia. Manaus: Valer, 2006.
- FOUCAULT, Michel. A ordem do discurso. São Paulo: Loyola, 1998.
- GREGOLIN, Rosário. Discurso e mídia: a cultura do espetáculo. São Carlos: Editora Claraluz, 2004.
- GREGOLIN, Rosário. Foucault e Pêcheux na análise do discurso: diálogos e duelos. São Carlos: Editora Claraluz, 2005.
- KRIEG-PLANQUE, Alice. A noção de fórmula em Análise do Discurso: quadro teórico e metodológico. São Paulo: Parábola Editorial, 2010.
- MAINGUENEAU, Dominique. Gênese dos discursos. Trad. Sírio Possenti. Curitiba: Criar Edições, 2005.
- MAINGUENEAU, Dominique. Discurso e Análise do Dircurso. Trad. Sírio Possenti. São Paulo: Parábola Editorial, 2015.
- ORLANDI, Eni. A linguagem e seu funcionamento: as formas do discurso. São Paulo: Editora Brasiliense, 1983.
- ORLANDI, Eni. Análise de discurso: princípios e procedimentos. Campinas: Pontes, 1990.
- ORLANDI, Eni. As formas do silêncio: no movimento dos sentidos. Campinas: Editora da Unicamp, 1992.
- ORLANDI, Eni. Efeitos do verbal sobre o não verbal. Rua, Campinas, v.1, n.1, p. 35-47, 1995.
- ORLANDI, Eni. Discurso em análise: sujeito, sentido, ideologia. Campinas: Pontes, 2012.
- OSAKABE, Haquira. Argumentação e discurso político. São Paulo: Kairós, 1979.
- PÊCHEUX, Michel. Semântica e discurso: uma crítica à afirmação do óbvio. Trad. Eni Puccinelli Orlandi et al. Campinas: Unicamp, 1988.
- POSSENTI, Sírio. Discurso, estilo e subjetividade. São Paulo: Martins Fontes, 1993.
- POSSENTI, Sírio. Os limites do discurso. São Paulo: Criar Edições, 2002.
- POSSENTI, Sírio. Questões para analistas do discurso. São Paulo: Parábola Editorial, 2009.
- PINTO, Milton José. Comunicação e discurso. São Paulo: Hackers, 1999.